# 蚕室体育館
蚕室体育館（チャムシルたいいくかん）は、韓国・ソウル特別市松坡区にある体育館。蚕室総合運動場の一施設である。南へ約400mに蚕室学生体育館があり、バスケットボールのソウルSKナイツの試合会場やアメリカのプロレス団体・WWEの韓国公演にも使用されている。そのため、こちらは「蚕室室内体育館」と呼ばれている。
最大13595名収容可能のアリーナであるが少人数のイベントにも使われている。
バスケットボールやバレーボールの試合会場だけでなく、コンサートやアイスショーのイベント会場としても使用されている。1986年のアジア大会ではバスケットボールが、1988年のソウル五輪ではバスケットボールとバレーボールの会場として使用された。アメリカのプロレス団体・WWEの韓国公演にも使用されている。